# 玄宮園

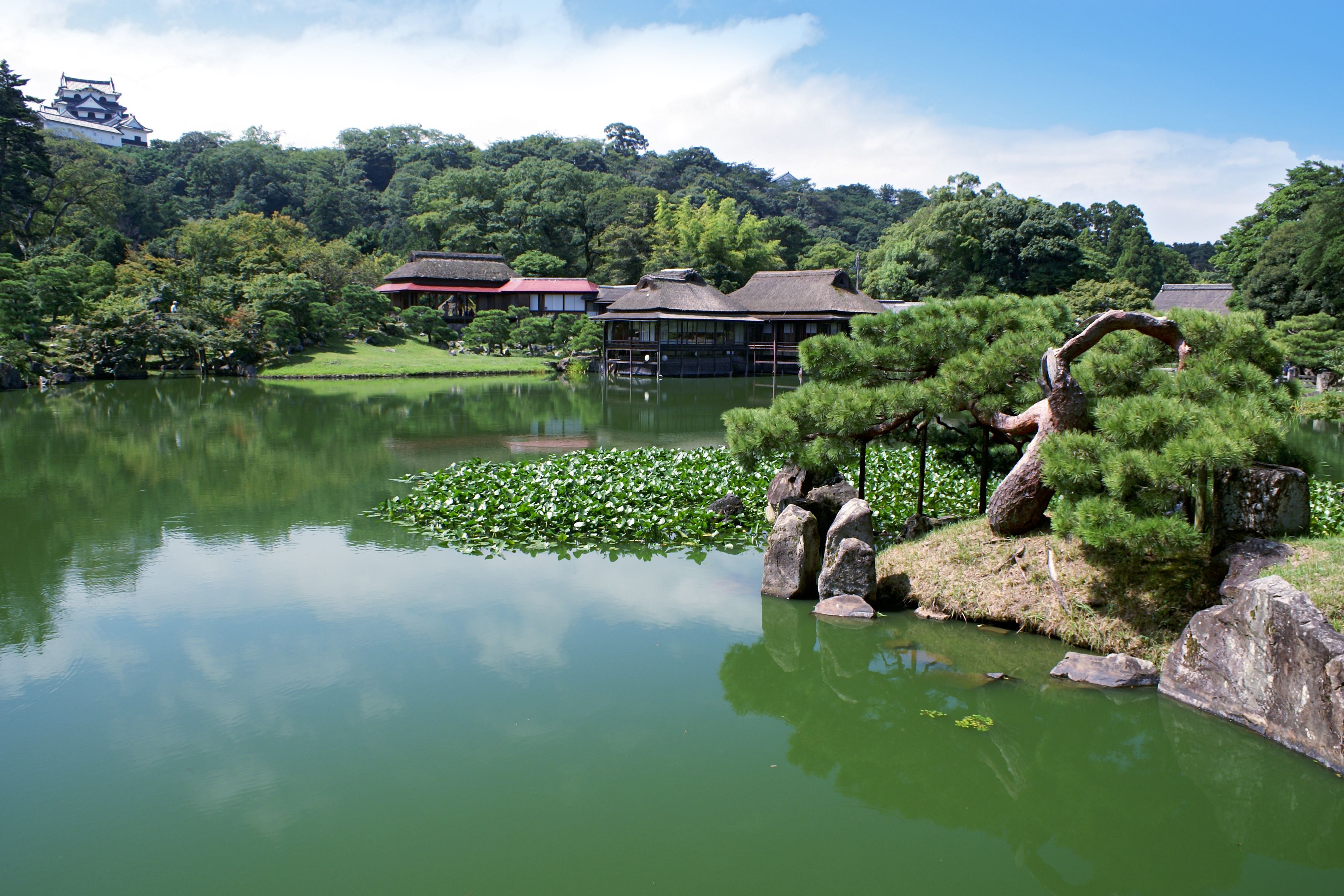
玄宮園池畔的造景

玄宮園（日语：／）是一所位於日本滋賀縣彥根市的大名庭園（江戶時代大名所建造的私家庭園），也是日本國家指定特別史蹟「彥根城」的一部份，鄰近有樂樂園，常與其稱為「玄宮樂樂園」，是相當知名的日本觀光名勝之一。
玄宮園建造於1677年，由彥根藩第4代藩主井伊直興興造，主要自彥根城天守閣東北方的琵琶湖引水，屬於大池泉回遊式的日本庭園，位於整座彥根城的內護城河旁。此庭園的建造概念和名稱來自於中國湖南洞庭湖旁，唐玄宗建造的離宮庭園，將中國著名的「瀟湘八景」以日本知名的近江八景做對照，園中的池子倒映著日本國寶之一，彥根城天守閣，池畔有九座小橋，並有建物稱為臨池閣、鳳翔台、八景亭等。
此園在1951年6月9日被指定為日本名勝，詳細的所在地為滋賀縣彥根市金龜町3。早上8:30開到晚上5點。乘坐日本國鐵到JR彥根站下車，走路約15分鐘可到。在春季櫻花盛開與秋季楓紅時期（11月中旬至12月底）都有開放夜間燈景參觀。

## 圖片

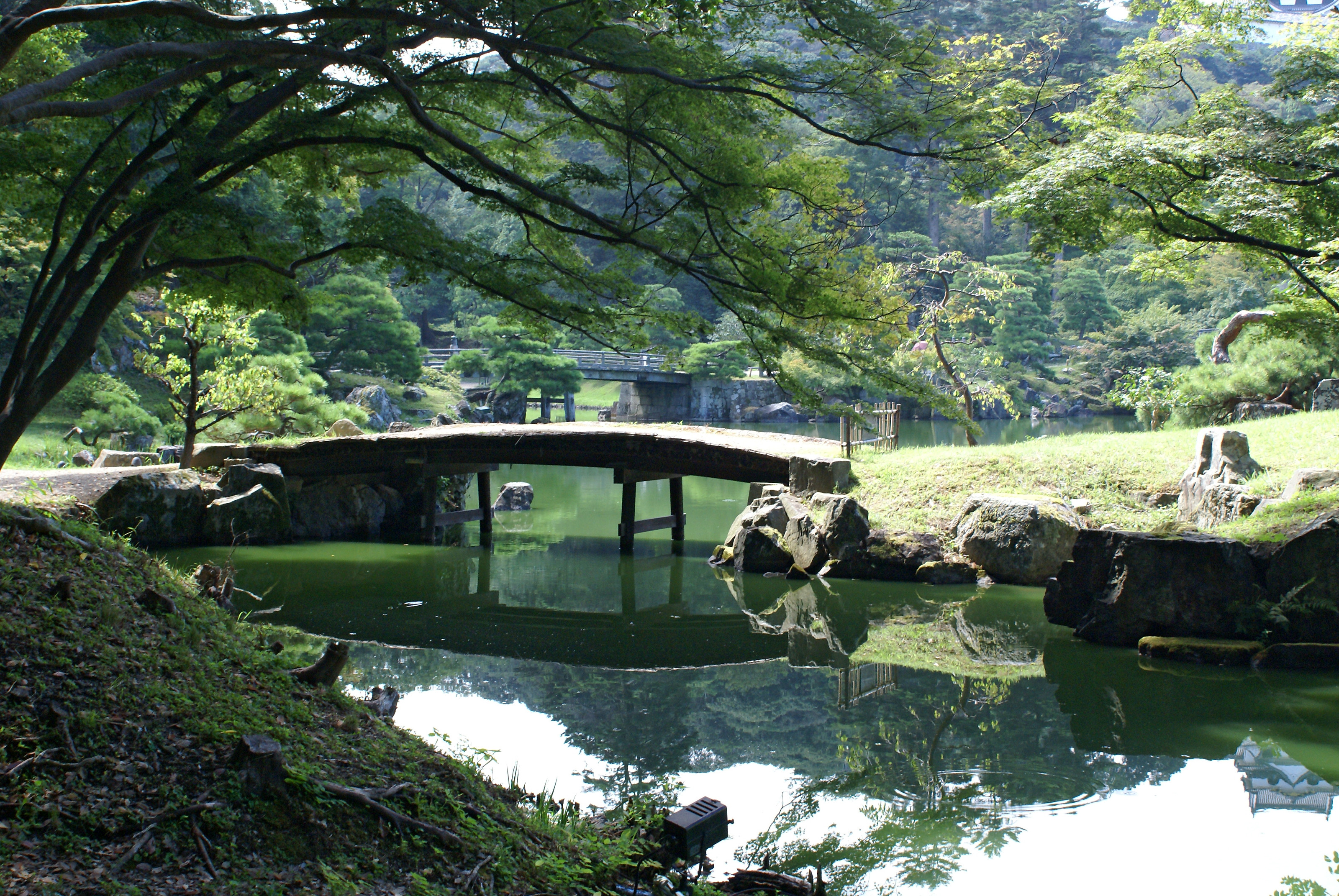
小橋與倒影
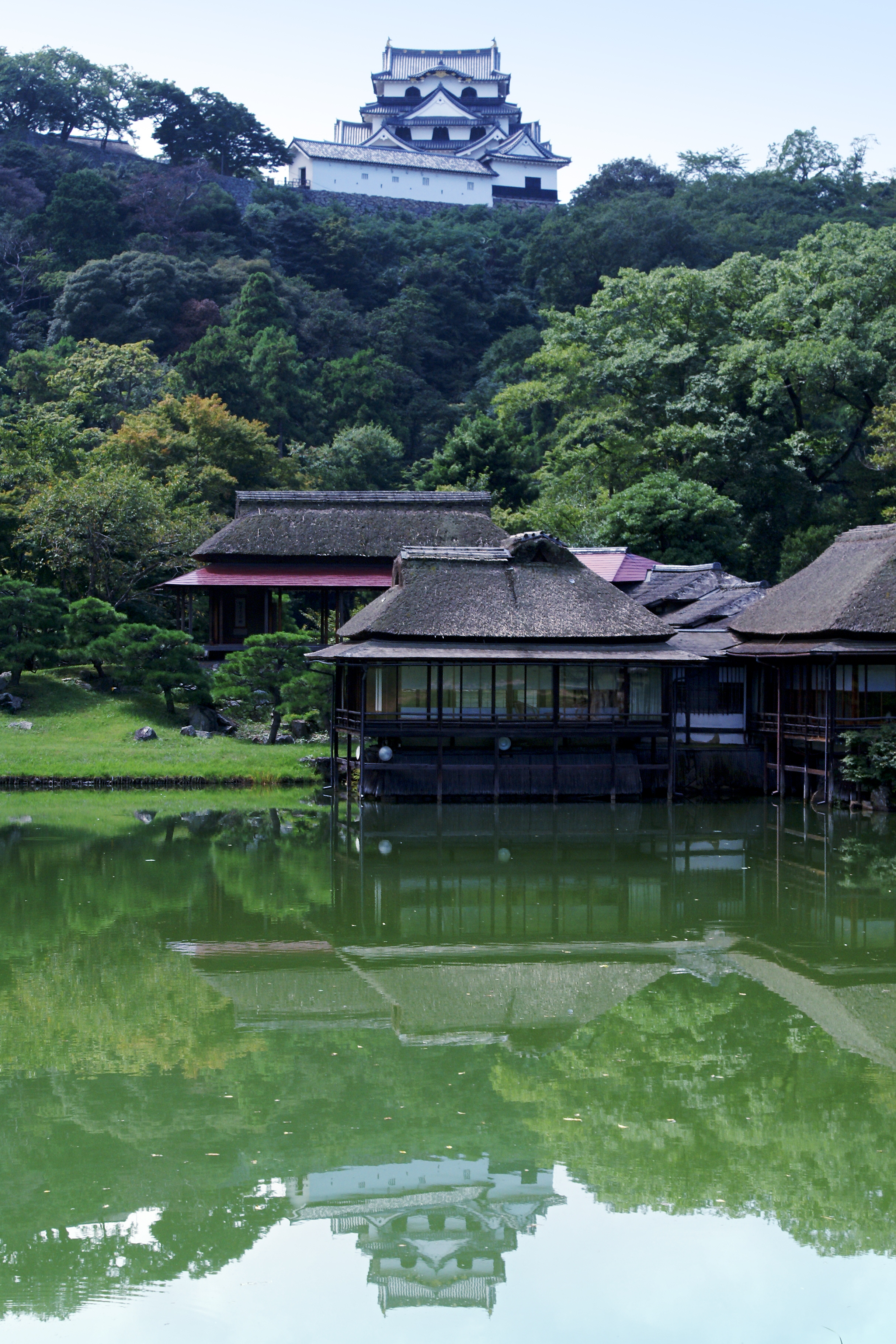
天守閣與鳳翔台的倒影
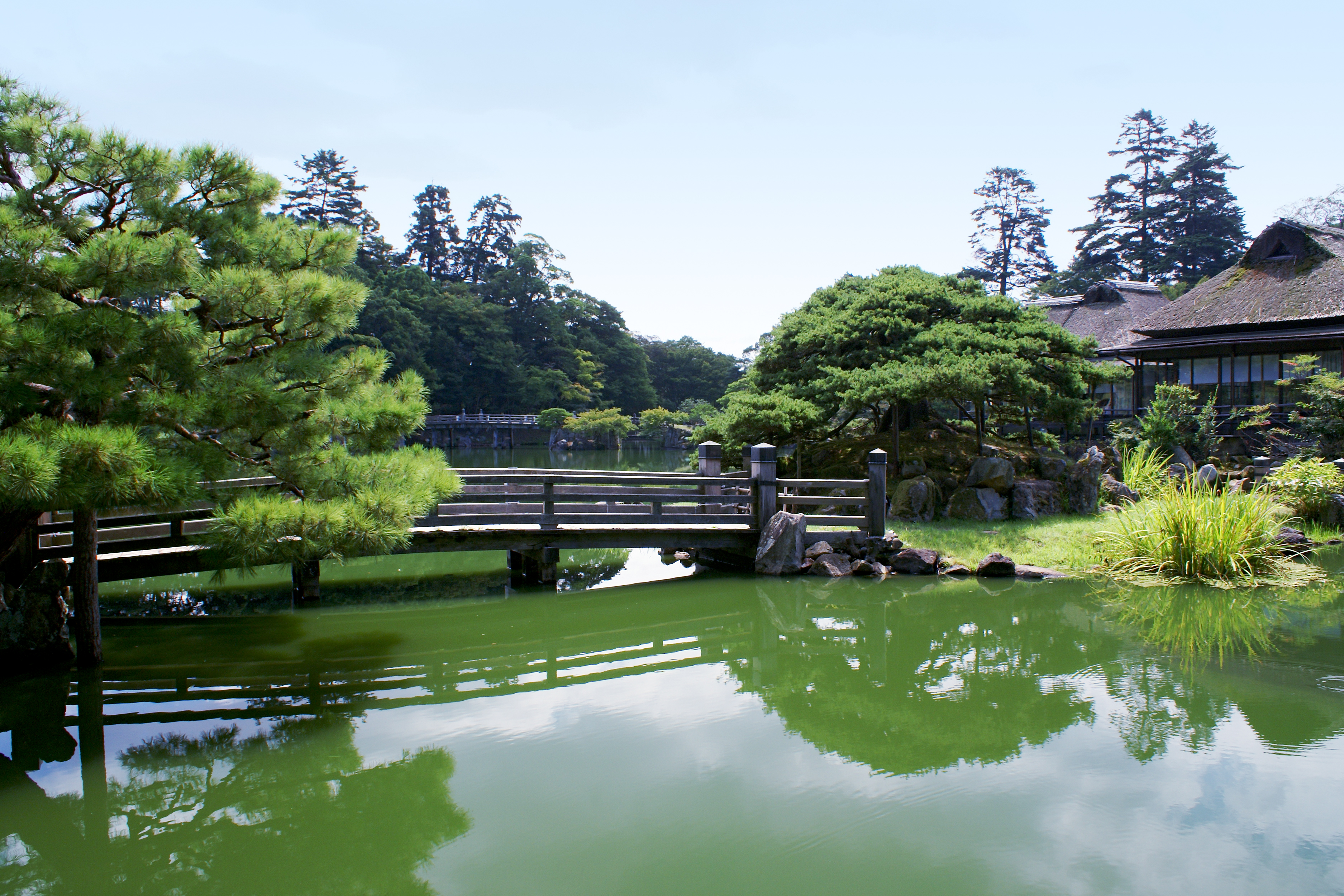
連接的小橋
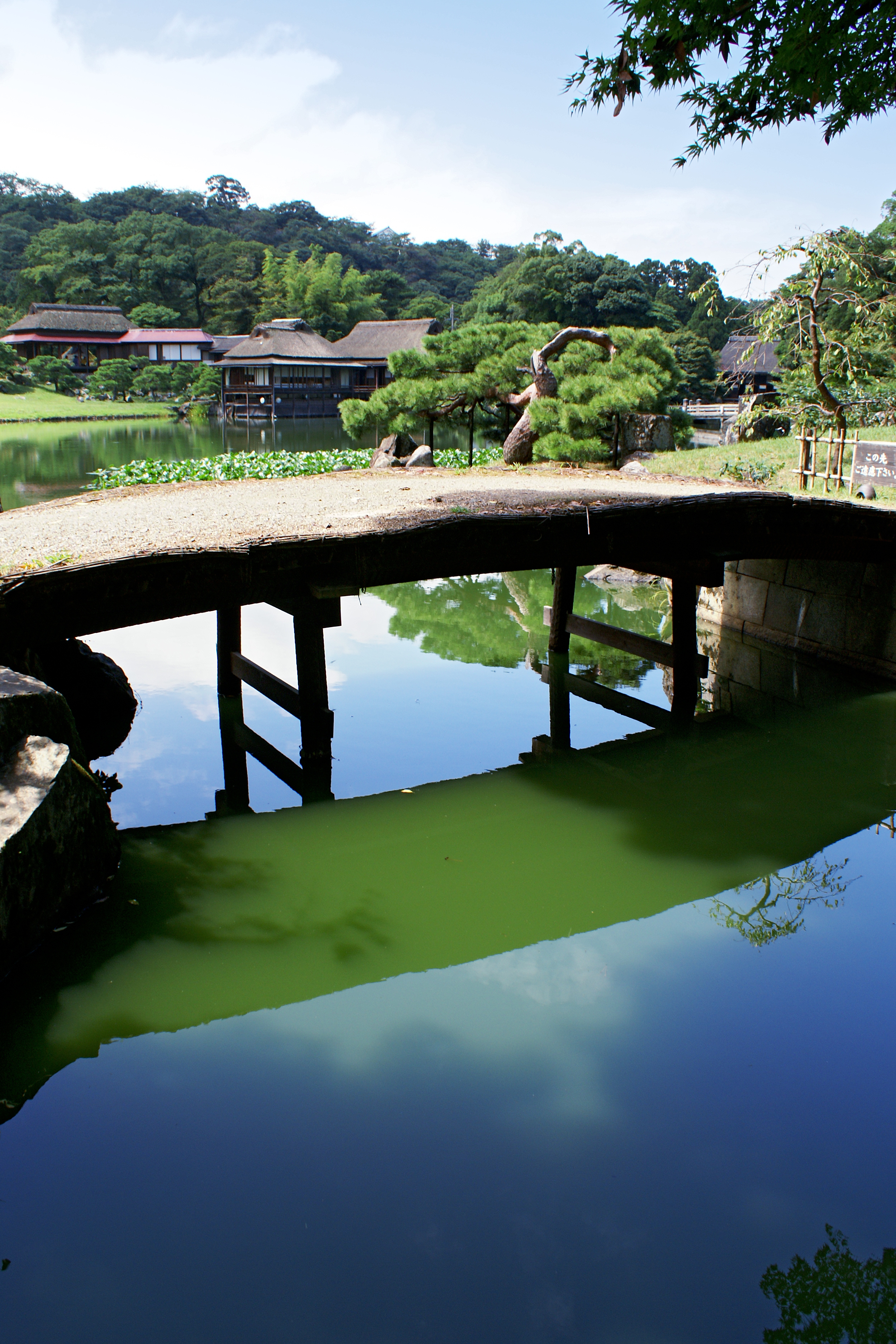
小橋與天空的倒影
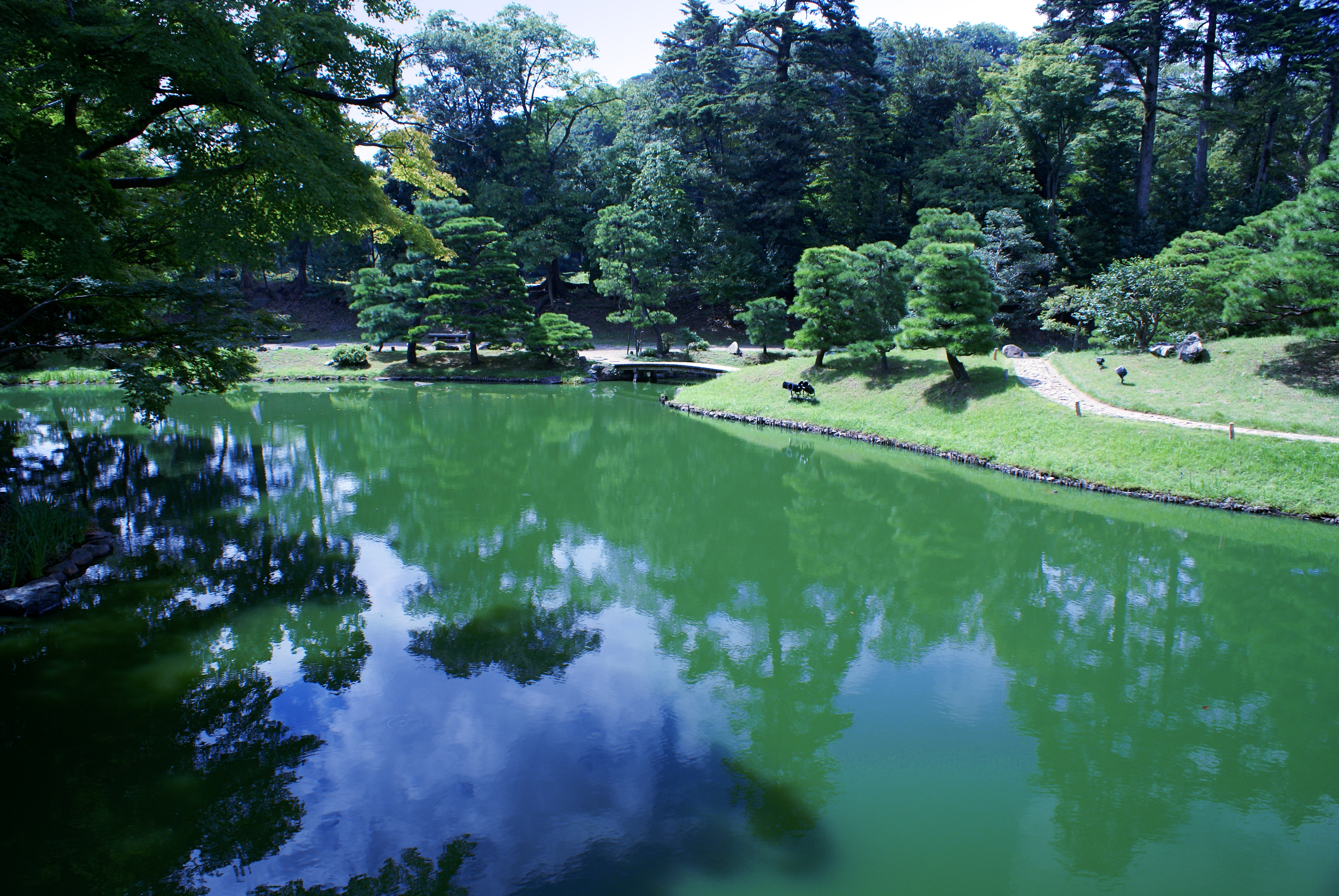
池畔造景
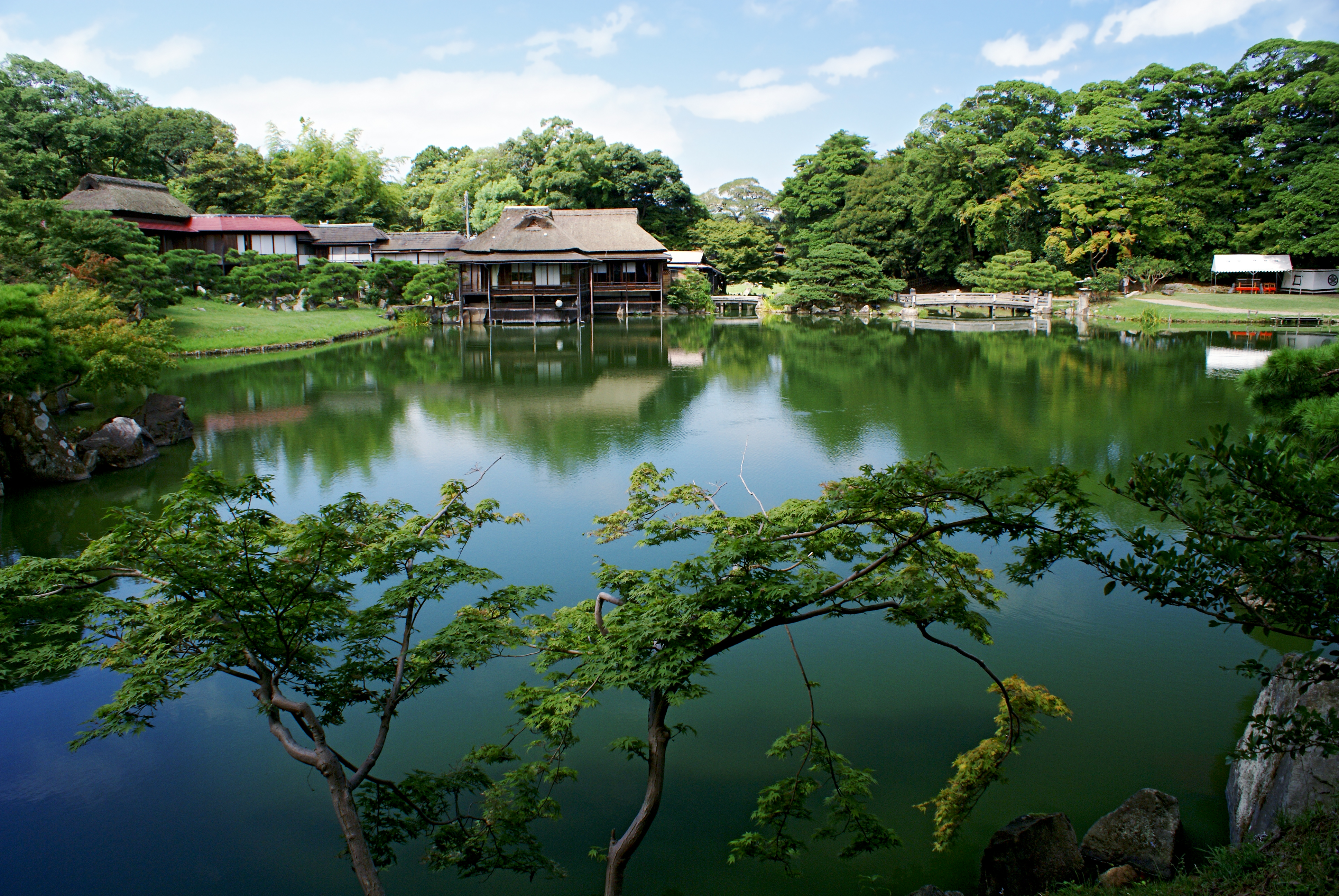
池畔
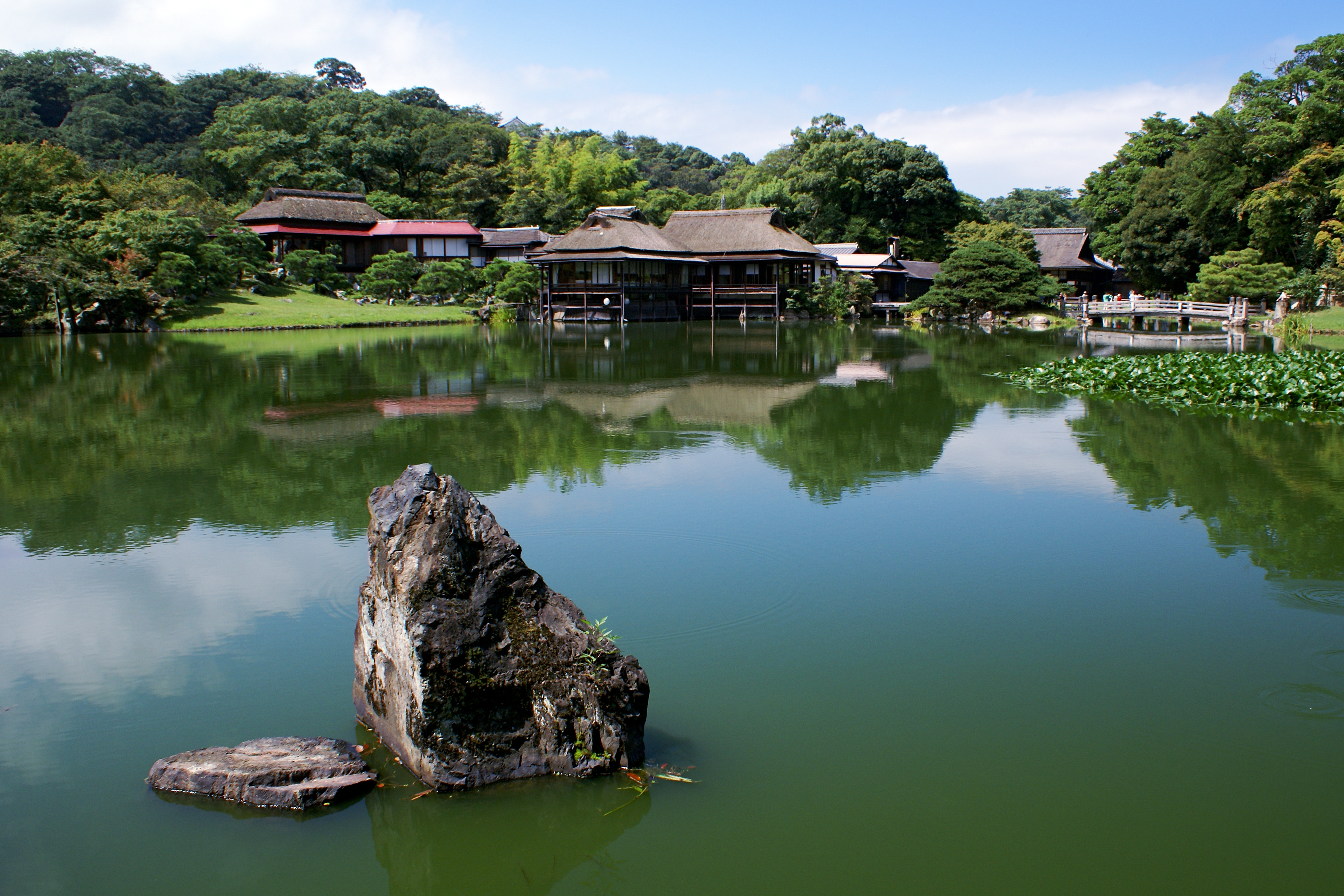
池中假山